# 溝口宗博
溝口 宗博（みぞぐち むねひろ、1910年 - 1983年）は、日本の写真家。
資料がなく、経歴の詳細は不明。
青年報道写真研究会のメンバー（創立メンバーではない）。
青年報道写真研究会の活動としては、例えば、1939年4月30日から10月31日まで開催されたニューヨーク万国博覧会（前期）の国際館カヴァードスペース日本部に展示された写真壁画4つのうちの1つ「躍進日本」には、同会の土門拳、若松不二夫、山川益男、杉山吉良とともに溝口宗博の写真作品も使用された。また、1940年5月11日から10月27日まで開催されたニューヨーク万国博覧会（後期）の国際館カヴァードスペース日本部に展示された写真壁画4つのうちの1つ「日本産業」（産業日本）にも、同会の土門拳、田村茂、伊藤幸男とともに溝口宗博の写真作品も使用された。
日本工房にも参加している。（出典：柴岡信一郎、『報道写真と対外宣伝～15年戦争期の写真界』（日本経済評論社）93ページ）
溝口宗博についてのまとまった網羅的な文献は、2011年現在存在しない。
溝口禎次郎(1872年-1945年：死亡時は帝室博物館美術部長)の次男
東京美術学校日本画科卒業
死亡発見の経緯：隣家(パン販売店)が当日朝に来店しなかったため親族に連絡。親族が地元警察に確認を依頼。警察が自宅内で発見。司法解剖で病死を確認。

## 日本における展覧会
2011年現在、日本において、溝口宗博に関する網羅的な展覧会は開催されたことがない。